# Großsteingrab Sierhagen 2
Das Großsteingrab Sierhagen 2 ist eine megalithische Grabanlage der jungsteinzeitlichen Trichterbecherkultur bei Sierhagen, einem Ortsteil von Altenkrempe im Kreis Ostholstein in Schleswig-Holstein. Es trägt die Sprockhoff-Nummer 284.

## Lage
Das Grab befindet sich 2 km südsüdwestlich von Sierhagen auf einem Feld. 3,3 km nordnordöstlich liegt das Großsteingrab Sierhagen 1.

## Beschreibung
Die Anlage besitzt ein ost-westlich orientiertes Hünenbett mit einer Länge von wohl 24 m und einer Breite von 7 m. Von der Umfassung sind noch zwölf Steine an der nördlich und neun an der südlichen Langseite sowie drei an der östlichen Schmalseite erhalten. Das Westende des Betts ist weitgehend zerstört. Die Zuordnung eines hier liegenden größeren Steins ist nicht gesichert. Auch wurden hier viele Lesesteine abgelagert. Etwa in der Mitte des Betts liegt die Grabkammer. Es handelt sich um ein ost-westlich orientiertes Ganggrab vom Untertyp Holsteiner Kammer mit einer Länge von etwa 6 m und einer Breite von 1,3 m. Die Kammer besaß ursprünglich wohl fünf Wandsteinpaare an den Langseiten und je einen Abschlussstein an den Schmalseiten. Die beiden westlichsten Steine der Nordseite, der westlichste Stein der Südseite und der westliche Abschlussstein fehlen, ebenso sämtliche Decksteine. Die erhaltenen Steine stehen alle noch in situ. Zwischen dem von Osten aus gesehen zweiten und dritten Wandstein der Südseite befindet sich der Zugang zur Kammer. Ihm ist ein Gang mit einem Wandsteinpaar vorgelagert.